# سنان چتین
سینان چتین (انگلیسی: Sinan Çetin؛ زادهٔ ۱ مارس ۱۹۵۳) کارگردان فیلم، و فیلم‌نامه‌نویس اهل ترکیه است. از فیلم‌هایی که او کارگردانی کرده می‌توان به برلین در برلین اشاره کرد.